# Годиа, Франческо
Франче́ско Го́диа, также Чи́ко Го́диа (исп. Francesco Godia, Chico Godia, 21 марта 1921, Барселона — 18 ноября 1990, Барселона) — испанский бизнесмен и автогонщик.
Франческо Годиа был богатым испанским бизнесменом, имевшим страсть к автоспорту. В 1949 году Годиа занял на автомобиле Delage 4-е место в 24 часах Ле-Мана вместе с французским гонщиком Луи Жераром. А в 1951 состоялся дебют в Формуле-1: на Гран-при Испании он занял 10-е место за рулём Maserati 4СLT. В 1954 и 1956 Франческо вызывался в заводскую команду Maserati. Лучшим его сезоном был 1956 — он дважды набрал очки и стал 9-м в зачёте чемпионата мира. После этого, в 1957 и 1958 годах, он провёл несколько Гран-при по частной заявке на Maserati 250F.
В 1969 Франческо Годиа ушёл из гонок и занялся продажей спортивных автомобилей, в том числе Ford и Porsche.

## Таблица выступлений вФормуле-1
| Легенда к таблице |                                                                    |
| --- | ------------------------------------------------------------------ |
| В таблице перечислены результаты всех Гран-при Формулы-1, в которых принимал участие гонщик. Строками таблицы являются сезоны, столбцами — этапы чемпионата мира. В каждой клетке указаны сокращённое название этапа и результат, дополнительно обозначенный цветом. Расшифровка обозначений и цветов представлена в нижеследующей таблице. |                                                                    |
| \| Пример \| Описание \| \| ------------ \| ------------------------------------------------------------------ \| \| 1 \| Победитель \| \| 2 \| Второе место \| \| 3 \| Третье место \| \| 5 \| Финишировал, заработав очки \| \| Сход \| Не финишировал, но при этом заработал очки \| \| 12 \| Финишировал, не получив очков \| \| НКЛ \| Финишировал, но не попал в финальную классификацию \| \| 15 \| Участвовал вне зачёта, либо по отдельной классификации \| \| 18 \| Не финишировал, но попал в финальную классификацию \| \| Сход \| Не финишировал \| \| НКВ \| Не прошёл квалификацию \| \| НПКВ \| Не прошёл предквалификацию \| \| ДСК \| Дисквалифицирован \| \| ИСК \| Исключён из протокола соревнований \| \| ТТ \| Заявлен для участия только в тренировках \| \| НС \| Участвовал в квалификации, но не стартовал в гонке \| \| Т \| Травмирован или болен \| \| ОТК \| Отказ от участия \| \| НТР \| Прибыл на соревнования, но на трассу не выезжал \| \| НПР \| Был заявлен в числе участников, но не прибыл к началу соревнований \| \| О \| Соревнования отменены \| \| \| Не участвовал \| \| Поул-позиция \| \| \| Быстрый круг \| \| |                                                                    |
| Пример | Описание                                                           |
| 1 | Победитель                                                         |
| 2 | Второе место                                                       |
| 3 | Третье место                                                       |
| 5 | Финишировал, заработав очки                                        |
| Сход | Не финишировал, но при этом заработал очки                         |
| 12 | Финишировал, не получив очков                                      |
| НКЛ | Финишировал, но не попал в финальную классификацию                 |
| 15 | Участвовал вне зачёта, либо по отдельной классификации             |
| 18 | Не финишировал, но попал в финальную классификацию                 |
| Сход | Не финишировал                                                     |
| НКВ | Не прошёл квалификацию                                             |
| НПКВ | Не прошёл предквалификацию                                         |
| ДСК | Дисквалифицирован                                                  |
| ИСК | Исключён из протокола соревнований                                 |
| ТТ | Заявлен для участия только в тренировках                           |
| НС | Участвовал в квалификации, но не стартовал в гонке                 |
| Т | Травмирован или болен                                              |
| ОТК | Отказ от участия                                                   |
| НТР | Прибыл на соревнования, но на трассу не выезжал                    |
| НПР | Был заявлен в числе участников, но не прибыл к началу соревнований |
| О | Соревнования отменены                                              |
| | Не участвовал                                                      |
| Поул-позиция |                                                                    |
| Быстрый круг |                                                                    |

| Сезон | Команда                   | Шасси            | Двигатель             | Ш | 1     | 2       | 3   | 4        | 5        | 6        | 7        | 8      | 9     | 10  | 11  | Место | Очки |
| ----- | ------------------------- | ---------------- | --------------------- | - | ----- | ------- | --- | -------- | -------- | -------- | -------- | ------ | ----- | --- | --- | ----- | ---- |
| 1951  | Scuderia Milano           | Maserati 4CLT/48 | Maserati 4CLT 1,5 L4S | P | ШВА   | 500     | БЕЛ | ФРА      | ВЕЛ      | ГЕР      | ИТА      | ИСП 10 |       |     |     | —     | 0    |
| 1954  | Officine Alfieri Maserati | Maserati 250F    | Maserati 250F 2,5 L6  | P | АРГ   | 500     | БЕЛ | ФРА      | ВЕЛ      | ГЕР      | ШВА      | ИТА    | ИСП 6 |     |     | —     | 0    |
| 1956  | Officine Alfieri Maserati | Maserati 250F    | Maserati 250F 2,5 L6  | P | АРГ   | МОН     | 500 | БЕЛ Сход | ФРА 7    | ВЕЛ 8    | ГЕР 4    | ИТА 4  |       |     |     | 9     | 6    |
| 1957  | Частная заявка            | Maserati 250F    | Maserati 250F 2,5 L6  | P | АРГ   | МОН     | 500 | ФРА      | ВЕЛ      | ГЕР Сход | ПЕС Сход | ИТА 9  |       |     |     | —     | 0    |
| 1958  | Частная заявка            | Maserati 250F    | Maserati 250F 2,5 L6  | P | АРГ 8 | МОН НКВ | НИД | 500      | БЕЛ Сход | ФРА Сход | ВЕЛ      | ГЕР    | ПОР   | ИТА | МАР | —     | 0    |